# Milan Kopic
Milan Kopic (* 23. listopadu 1985 v Pelhřimově) je bývalý český fotbalový obránce.

## Klubová kariéra
Kariéru začínal v FK Humpolec, pak se přesunul do Jihlavy. Zde také poprvé nakoukl do profesionálního fotbalu a hned po první sezóně v A týmu Jihlavy si ho vyhlédla Sparta a tak v létě 2006 s ní podepsal smlouvu. Za celou podzimní část si však zahrál pouze v B-týmu. V lednu 2007 odešel na hostování do Mladé Boleslavi, jako součást přestupu Marka Kuliče do Sparty. V létě 2008 odešel do nizozemského Heerenveenu.
V lednu roku 2010 odešel na půlroční hostování do týmu SK Slavia Praha, protože v Heerenveenu se neprosadil a za rok a půl odehrál celkem pouze čtyři ligové zápasy a jeden v Poháru UEFA proti Wolfsburgu. V srpnu 2012 zamířil na Slovensko do týmu ŠK Slovan Bratislava.
V únoru 2013 přestoupil do FC Vysočina Jihlava. Dlouho dobu ho sužovaly problémy s kolenem, kvůli nim nehrál od září 2013 a v lednu 2014 se rozhodl podstoupit transplantaci chrupavky. V letech 2011–2014 absolvoval celkem 7 operací kolene. Za Jihlavu odehrál do konce sezony 2013/14 pouze 6 ligových utkání a dal jeden gól. Dostal také trest na 4 zápasy za vyloučení v Liberci. S Jihlavou se v létě 2014 nerozešel v dobrém. Poté trénoval s týmem FK Mladá Boleslav.

## Reprezentační kariéra
S českou reprezentací do 21 let se zúčastnil Mistrovství Evropy v roce 2007, kde ČR skončila po zápasech s Anglií (0:0), Srbskem (prohra 0:1) a Itálií (prohra 1:3) se ziskem 1 bodu na poslední čtvrté příčce základní skupiny B. Nastoupil v utkáních proti Srbsku a Anglii. Celkem odehrál v letech 2006–2007 za jedenadvacítku 6 zápasů, branku nevstřelil.